# Francesco Onofrio Manfredini
Francesco Onofrio (Giovanni Romulo) Manfredini (22. června 1684, Pistoia u Florencie – 6. října 1762 tamtéž) byl italský houslista a hudební skladatel pozdního baroka.

## Biografie
Francesco Manfredini jako syn Domenica, pozounisty dómu v Pistoie, pocházel z hudebnické rodiny. Své první hudební vzdělání získal pravděpodobně ve svém rodném městě od kapelníka Sebastiana Cherici. Již jako velmi mladý odešel do Bologne a stal se zde členem chóru a žákem proslavené hudební školy při bazilice San Petronio. Jeho učiteli byli Giuseppe Torelli (Violine), Giacomo Antonio Perti (kontrapunkt a kompozice) a Girolamo Nicolò Laurenti (v letech 1670 – 1765).
Poté získal místo jako houslista v kostele Santo Spirito ve Ferraře, pravděpodobně kvůli dočasnému rozpuštění „cappella musicale“ u San Petronia v roce 1696. Po znovuobnovení orchestru u San Petronia v roce 1703 dostal zde Manfredini místo houslisty (suonatore) a stal se členem vyhlášené „Accademia Filodrammatica“.
Při návštěvě Benátek v roce 1711 se seznámil s knížetem Antoniem I. Grimaldi z Monaka, v jehož službách pak strávil šestnáct let jako kapelník jeho orchestru. Knížeti věnoval v roce 1718 své Concerti Opus 3.
Roku 1727 se Manfredini vrátil do rodné Pistoie, kde byl až do své smrti maestro di cappella (kapelníkem) v katedrále San Filippo.
Manfredini byl ženat s Rosou degli Antonii, s níž měl 11 dětí; pět z nich se narodilo v Monaku. Tři jeho synové byli rovněž hudebníci – houslista Antonio Manfredini, kastrát a skladatel Giuseppe Manfredini (působil snad od roku 1750 v Londýně) a skladatel Vincenzo Manfredini (* 1737; † 1799 v Sankt Petersburgu).

## Dílo
Manfredini komponoval jako kapelník v Pistoie řadu vokálních skladeb pro kostelní službu, jež existovaly toliko jako manuskripty. Po sporech s duchovenstvem byl Manfredini vykázán a jeho dílo bylo odstraněno z notového archivu; dochovaly se tak pouze skladby vydané tiskem.

### Instrumentální hudba
- 12 Concertini per camera a violini e basso Op. 1 (Bologna, 1704).
- Triosonate in Corona di dodiie fiori armonici, (Bologna, 1706).
- 12 Sinfonie da chiesa a 2 violini, viola ad libitum e basso Op. 2 (Bologna, 1709).
- Concerto con una o due trombe (1711).
- 12 Concerti Op. 3 (Bologna, 1718).
(Nr. 12 je známý vánoční koncert.)
- Sechs Sonate per due violini e b.c. (posthum London, 1764).
- Concerto a violino solo e orchestra.
- Concerto con una o due trombe, 1711, I-Bsp.
- Concerto, violino solo, 2 violini, viola, violoncello, hpd, GB-Mp.
- řada koncertů pro rozmanitá obsazení

### Oratoria (hudba ztracena) a ostatní vokální skladby
- San Filippo Neri trionfante nelle grotte di San Sebastiano di Roma, Libretto : Giambattista Neri, (Bologna, 1719 und Pistoia, 1725).
- Tomaso Moro, G. B. Neri, (Bologna, ca 1720 a Pistoia, 1727).
- La profezia d'Eliseo nell'assedio di Samaria, G. B. Neri, (Pistoia, 1725).
- Salomone, assicurato nel soglio, Libretto : D. Canavese, (Pistoia, 1725).
- Discacciamento d'Adamo e d'Eva dal Paradiso terrestre, (Pistoia, 1726).
- Il sacrifizio di Gefte, G. B. Neri, (Pistoia, 1728).
- Il core umano combattuto da due amori, divino e profano, G. B. Neri (Pistoia, 1729).
- Golia ucciso da Davidde, (Pistoia, 1734).

- kantáta (cantata sacra) Il doppio sacrifizio del Calvario (Pistoia, 1725)